# Henryk Nowak (polityk)
Henryk Nowak (ur. 1934) – polski działacz partyjny i państwowy, w latach 1986–1990 I sekretarz Komitetu Wojewódzkiego PZPR w Legnicy.

## Życiorys
Wstąpił do Polskiej Zjednoczonej Partii Robotniczej. Od 1986 do 1990 pełnił funkcję I sekretarza KW PZPR w Legnicy. Od 1986 należał także do Komitetu Centralnego partii.